# Karl Maria Kaufmann
Karl Maria Kaufmann, född 2 mars 1872 i Frankfurt am Main, död 6 februari 1951 i Ranstadt, var en tysk arkeolog. 
Kaufmann blev romersk-katolsk prelat 1899, påvlig hederskammarherre 1909 och professor 1919. Hans forskning omfattade gammalkristen arkeologi och han gjorde sig känd särskilt genom upptäckten 1905 av den helige Menas grav och gravkyrka i Abu Mena väster om Alexandria. Kyrkan och den kring densamma huvudsakligen under 400- till 600-talen uppvuxna staden, som med rätta kallats antikens Lourdes, med sina kultbyggnader, badanläggningar, kloster och palats , gjordes de följande åren till föremål för omfattande utgrävning, som under ledning av Kaufmann och hans kusin J.C. Ewald Falls trots de besvärligaste yttre förhållanden genomfördes på ett framstående sätt. Härigenom kunde Kauffmann ge en av de intressantaste inblickar i den gammalkristna kulturens yttre gestaltning och inre liv. 
Resultatet av dessa undersökningar framlade Kaufmann bland annat i monumentalverket Die Menasstadt und das Nationalheiligtum der altchristlichen Aegypter I (1910) och i det populära arbetet Die heilige Stadt der Wüste (1918). Bland hans många vetenskapliga skrifter märks för övrigt Handbuch der christlichen Archäologie (1905; flera upplagor) och Handbuch der altchristlichen Epigraphik (1917).